# Kolo
Koló je naprava okrogle oblike, ki z vrtenjem omogoča premikanje vozila. Kolo je nasajeno na os ali pogonsko gred.
Pri delovanju kolesa nastaja kotalno trenje, ki je precej manjše kot drsno trenje, zaradi česar je potrebno precej manjše delo.

## Zgodovina
Najstarejše kolo je bilo najdeno spomladi leta 2002 na Ljubljanskem barju, staro pa naj bi bilo 5200 let. Kolo je bilo izdelano iz jesenovega lesa, os pa iz hrastovine. Tehnološko je bilo izredno dobro izdelan, saj je izdelovalec upošteval celo razpone pri krčenju in raztezanju lesa ter za končno izdelavo uporabil dovršene tehnike spajanja elementov. Kolo je bilo restavrirano v Rimsko-nemškem osrednjem muzeju v Mainzu in je danes na ogled v Mestnem muzeju v Ljubljani.
Kljub temu je še vedno najbolj razširjeno mnenje, da naj bi kolo izumili v Mezopotamiji približno leta 5000 pred našim štetjem, najprej sicer kot lončarsko kolo. Povsem možno pa je tudi, da so ga neodvisno izumile tudi druge civilizacije (Indijci, Kitajci), vendar vse kaže na to, da so ga v Avstralijo in Ameriko prinesli šele Evropejci.
Izum kolesa se je zgodil v poznem neolitiku in je skupaj z drugimi tehnološkimi dosežki omogočil prehod v bronasto dobo. Prvotna kolesa so bili polni diski z luknjo za os. Kolo s naperami so izumili precej kasneje, omogočalo pa je gradnjo lažjih vozil (kočija). Razen drugačnih materialov in uvedbe zračnice v 19. stoletju je praktično nespremenjeno že stoletja.
Izum kolesa ni bil pomemben samo za transport, ampak tudi sicer za razvoj tehnologije, med drugim vodno kolo, zobnik, kolovrat in škripec.
Najzgodnejša upodobitev vozila s kolesi (voz s štirimi kolesi in dvema osema) je bila odkrita v arheološkem najdišču na južnem Poljskem. Gre za sliko na lončeni posodi, ki izvira iz obdobja med letoma 3500 in 3350 pr. n. št.

## Izdelava

### Obroč
Obroč je zunanji rob kolesa, v katerega je vpeta napeta guma ali pač tista površina, ki se bo dotikala tal.  Obroč je zunanji del kolesa v katero se vpne pnevmatiko avtomobila. Na primer, obroč bicikla je sestavljen z obroča, ki je recimo sestavljen s karbona, nato pa se privije mnoštvo žic na središče, ki se vpne na kolo. A tehnologija pozna tudi drugačne rešitve.
V prvem stoletju se prvič železni obroč uporabi za utrditev lesenih koles kočij.

### Os
Os je središče kolesa in vsebuje kroglični ležaj.
Na brezosnem kolesu je obroč izenačen z osjo, os pa je vpeta na sam okvir kolesa dovolj trdno, da je vožnja varna. 

### Napere
Napera je ena od mnogih žic, ki se vpne iz osi in pritrdi na obroč kolesa. Rešitve za podpiranje obroža, ko med vožnjo prenaša različne bremenitve, ki bi spremenile obliko kolesa in tako optimalne značilnosti kolesa, so različne. Napere so lahko tudi plastične ali lesene, različnih števil in kvalitet. Praviloma se pri rabi kolesa tehta med težo kolesa in stabilnostjo konstrukcije.  
Žičnata opora kolesu se je uporabljala predvsem zaradi ker je bilo kolo lažje zamenjati in popraviti. Žica je bila stabilno vpeta na obroč, kar je napravilo enostavno vzdrževanje koles in motornih koles.

### Guma, pnevmatika
Pnevmatika je okrogla obroču ali prstanu podobna guma, ki se natakne na kolo. Pnevmatika ščiti kolo pred stresnimi dogodki neravne ceste, ščiti pa tudi voznika in potnike pred neravninami in neudobnimi površinami. Guma je raztegljiva, napihljiva in ima lastnosti oprijema zaradi katerih je vozilo v stiku tudi z neravno površino in krmiljenje

### Obleka, navleka, prevleka koles
Vožnja v bolj nenavadnih okoljih je prineslo rešitve, kako bi ohranjali vožnjo v pogojih, ko kolesa prinašajo na neravnem terenu manj optimalno vedenje vozila. Snežne verige recimo dodajo kolesu dodatno trenje, zaradi katerega se vozilo obnaša bolje na snegu. Vozilo lahko dobi gosenice, mehansko prevleko, ki omogoči vozilu, da lahko prevozi globoke jarke, brez da bi kolesa obtičala v zraku ali celo podaljšane vpete opornice, ki nadomestijo gumo in omogočijo oprijem kolesa na področju skoraj celotnega premera kolesa ravne površine. 
Pri večjih tovornih vozili so gume občasno podvojene in jih je več kot štiri. Nekatere gume izgubijo pogon ali se prenehajo vrteti zaradi ovir. Nekatera vozila imajo  svetlo plastiko, ki zija ven s kolesa in tako omogoča vozniku, da opazi nenavadno vedenje koles ob vožnji večjega tovornega vozila na daljših vožnjah.

## Mehanske prednosti
Preprosti stroj je sestavljen s kolesa in osi, os ima dva diska, dva različna cilindra, ki pa nista enake velikosti, imata različen premer. Os vrti nekdo s primerno silo in ta sila je prepuščena vrtenju, je torej tangentna sila. Sila vrtenja bi morala v idealnih pogojih enaka sili, ki jo premore os za disk. 
Naj bo a in b dolžina polmera diska in ročice. Če se ročica premika s silo F na robu kolesa A, se premika kolo B s silo F(b), ki je ta sila prevede v silo zunanjega dela diska B. Sorazmerje silnic F je enako sorazmerju med polmeri A in B.
{\displaystyle MA={\frac {F_{B}}{F_{A}}}={\frac {a}{b}}.}
Mehanska prednost preprostega stroja, kot je kolo in os, se meri kot stopnja odpora na delo, torej izgubljenega dela. Teoretično v idealnih razmerah gre lahko za izjemno kratko ročico in nesmiselno velikim kolesom B. Z uporabo različnih velikosti koles (verižne prestave) se lahko poveča ali zmanjša tudi moč ročice. To je narava sestavljenega prestavnega sistema.
Na kolesih na močan zunanji pogon se ne izrablja izkoristek s pomočjo velikega kolesa. Še več, polmer osi ima manjši radij od kolesa.Trenje med kolesom in cesto je prav tako nizko, zato zadošča že majhna sila na osi, pravo prednost pa pridobi sistem zaradi visoke hitrosti vrtenja, ki nastane zaradi prestav. 

### Trenje
Da bi merili izrabo stroja z osjo in kolesom, moramo vračunati tudi trenje kot odstopanje med razmerjem vstopne in izstopne silnice na zunanjem delu diska glede ne razmerje polmerov. To rešuje formula:
{\displaystyle \mathrm {AMA} ={F_{\text{out}} \over F_{\text{in}}}=\eta \cdot {\mathrm {Radius} _{\text{wheel}} \over \mathrm {Radius} _{\text{axle}}}}
kjer je
{\displaystyle \eta ={P_{\text{out}} \over P_{\text{in}}}} torej vhodna in izhodna moč pogona.

## Uporaba kolesa na vozilih
Glede na število koles je vozilo:
1. monocikel
2. kolo kot prevozno sredstvo (dvokolo ali bicikel)
3. trikolo ali tricikel
4. štirikolesnik
5. večkolesno vozilo

## Kolo v naravi
V naravi obstaja vrsta pajka (Carparachne aureoflava), ki se pri begu pred sovražnikom »zloži« v obliko kolesa, kar mu omogoči hitrejši beg po puščavskih sipinah. Živi v namibijski puščavi in je redek primer kolesa v naravi.